# L'urlo
L'urlo és una pel·lícula italiana de 1970 dirigida per Tinto Brass i protagonitzada per Tina Aumont. Va formar part de la selecció oficial del 20è Festival Internacional de Cinema de Berlín. També fou presentada a la Quinzena dels Realitzadors al 23è Festival Internacional de Cinema de Canes.

## Sinopsi
Una núvia fugitiva i un excèntric rodamon s'embarquen en un viatge surrealista en un món retorçat que reflecteix la cultura pop, el sexe i la política en la dècada de 1960.

## Repartiment
- Tina Aumont - Anita
- Gigi Proietti - Coso
- Nino Segurini - Berto Bertuccioli
- Germano Longo
- Giorgio Gruden
- Osiride Pevarello
- Attilio Corsini
- Carla Cassola
- Sam Dorras
- Tino Scotti
- Edoardo Florio

## Critica
«... més aviat poc realista (i narrativament confús)... una farsa.» *